# Kuchnia fusion
Kuchnia fusion – sposób przyrządzania i serwowania posiłków w drodze łączenia tradycyjnych przepisów pochodzących z różnych kuchni światowych lub regionalnych, a także różnych epok, w taki sposób, aby ostatecznie stworzyć nowe danie, będące interpretacją przepisów składowych.

## Historia
Początki kuchni fusion sięgają XIX wieku, kiedy to na terenie Stanów Zjednoczonych doszło do zmieszania różnych tradycji i kultur kulinarnych. Zaowocowało to łączeniem różnorodnych preferencji i tworzeniem całkiem nowych dań, nie mających odpowiedników w przeszłości. 

## Charakterystyka

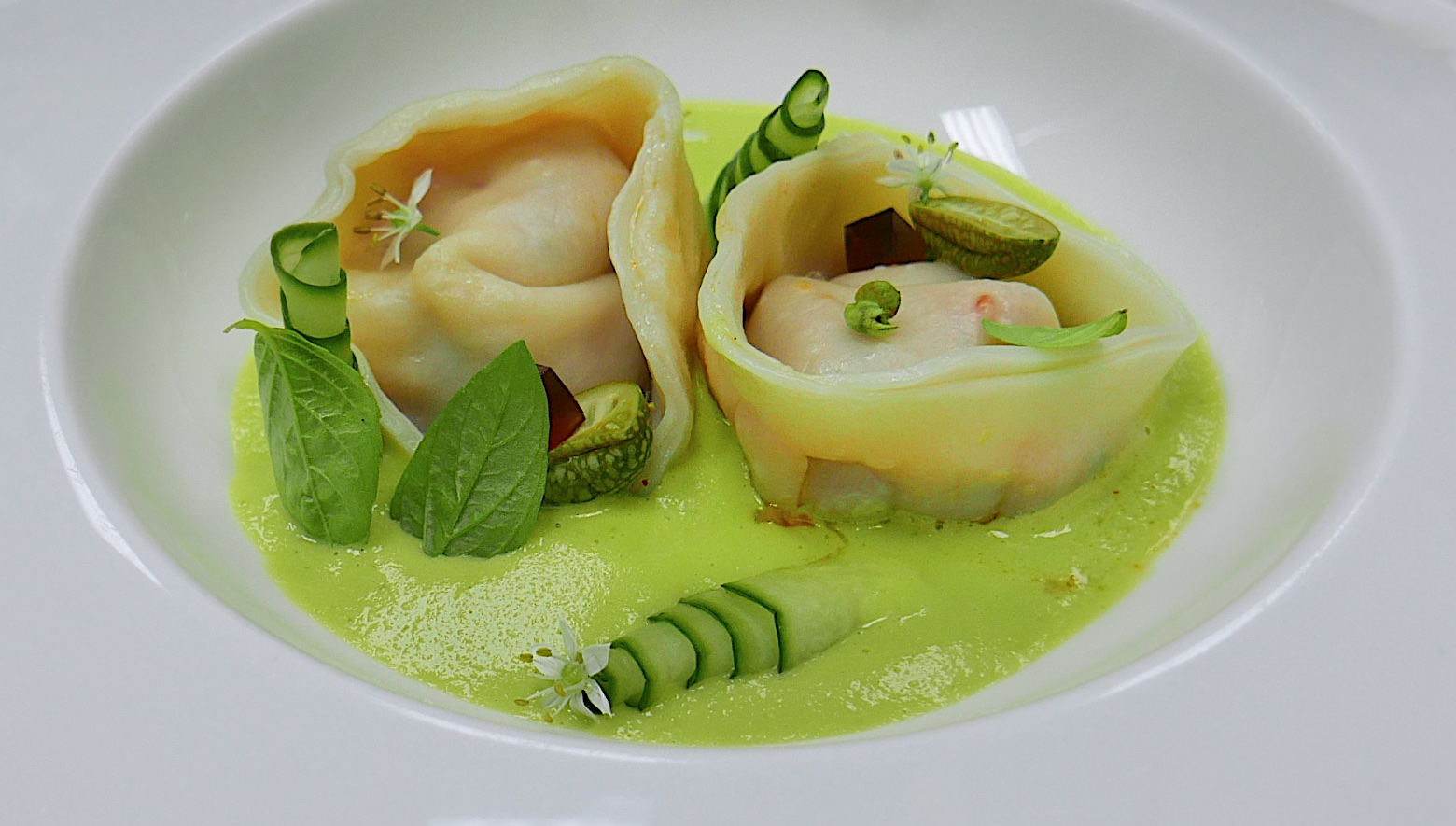
Pierożki z nadzieniem kimchi

Tworzenie potraw w nurcie fusion wymaga posiadania dużej, teoretycznej wiedzy kulinarnej o kuchniach świata, znacznych umiejętności technicznych związanych z wykorzystaniem technik przygotowywania posiłków w różnych, częstokroć odległych tradycjach, a także wyczucia smaku, tak aby połączone wątki do siebie pasowały. Bardzo istotna jest także forma zaserwowania potrawy, w atrakcyjny, nowatorski i efektowny sposób. Łączeniu i przetwarzaniu podlegają tu techniki przyrządzania potraw, użycia składników i przypraw, a w finale syntetyzuje się smaki, aromaty i tekstury dań. Kuchnia fusion jest nurtem zachęcającym do eksperymentów i rozwiązań autorskich, pozbawionym zasadniczych reguł i ograniczeń, wdrażanym częściej w restauracjach niż kuchni domowej. Mimo że swój największy rozkwit styl przeżywał w latach 90. XX wieku, na kierunki jego rozwoju nadal wpływają migracje ludności, tanie podróżowanie po świecie i przenikanie się różnych kultur kulinarnych.
W ramach kuchni fusion funkcjonują różne nurty, np. azjatyckie restauracje serwują dania łączące smaki kuchni Azji, np. tajskiej, wietnamskiej, japońskiej, czy chińskiej. Są popularne w Stanach Zjednoczonych i w Wielkiej Brytanii. Kalifornijska odmiana bierze inspiracje z kuchni włoskiej, francuskiej, meksykańskiej i wschodnioazjatyckich, łącząc je z produktami kalifornijskimi, a zatem regionalnymi. W Wielkiej Brytanii tradycyjna ryba z frytkami (fish and chips) jest podawana na sposób inspirowany kuchnią żydowską, francuską, czy belgijską. Na Filipinach lokalna kuchnia nazywana jest pierwotną kuchnią fusion, gdyż została ukształtowana w toku dziejów kolonializmu, łącząc w sobie tradycje kuchni hiszpańskiej, latynoamerykańskiej, chińskiej i amerykańskiej.
W latach 70. we Francji ukuto pojęcie kuchni globalnej lub nouvelle cuisine na określenie współczesnej kuchni fusion. Spowodowała to rosnąca popularność dań kuchni francuskiej serwowanych w sposób częściowo inspirowany potrawami z innych kręgów kulturowych, głównie japońskiego. Z czasem w ramach kuchni fusion wykształcił się tzw. mash-up, czyli ekstrawaganckie dania łączące dwie formy w jedną (np. ciasteczkowe tacos, donut burger, czy ramen burger).

## Galeria

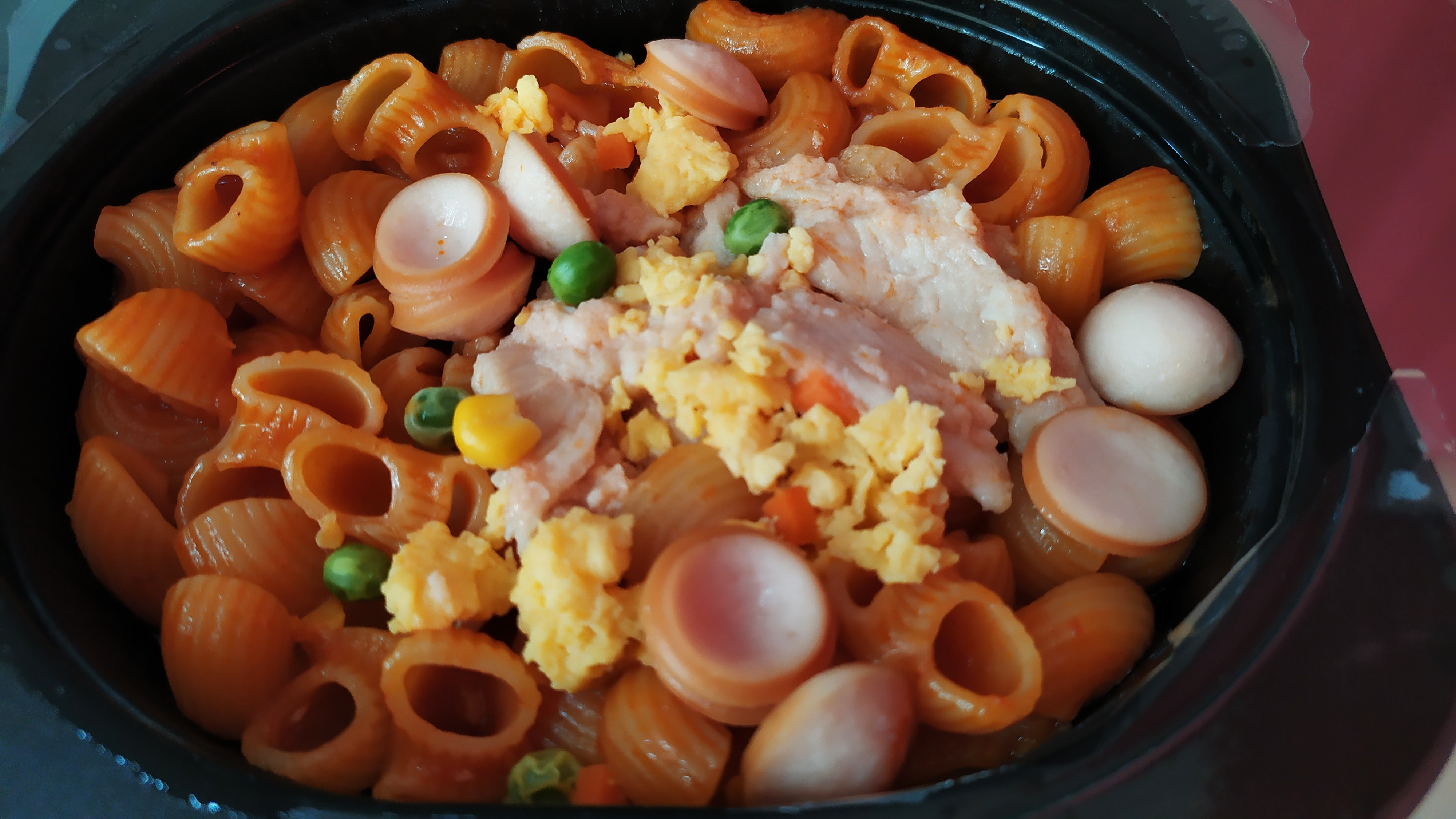
Makaron goreng (fuzja kuchni włoskiej i indyjskiej)
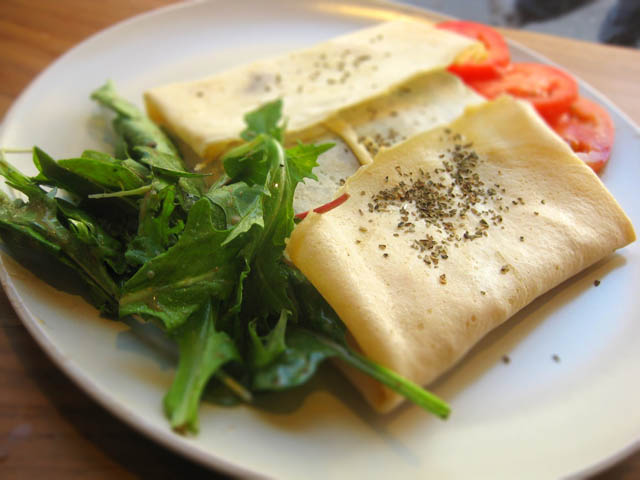
Naleśniki bulgogi (fuzja kuchni francuskiej i koreańskiej)
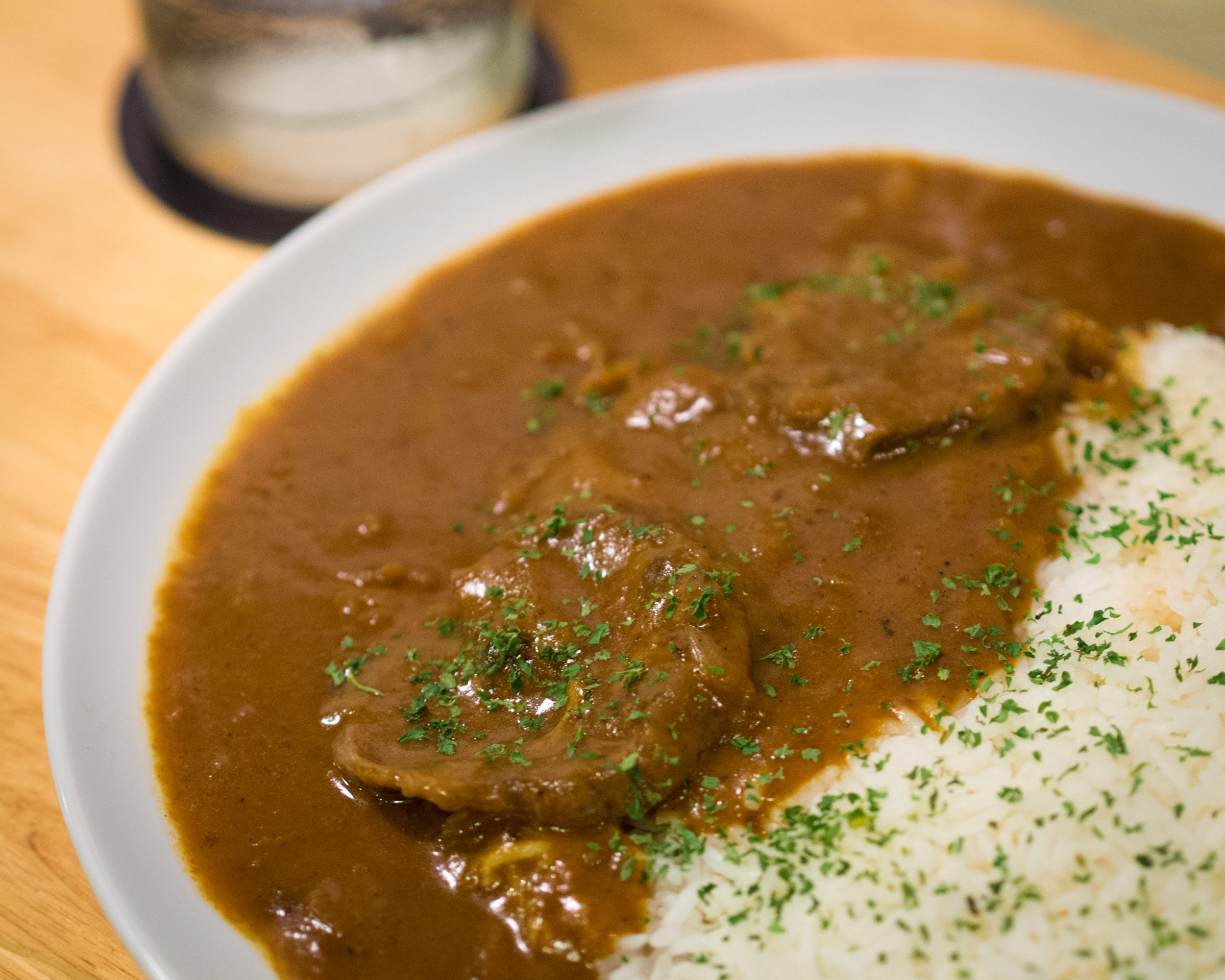
Japońskie curry w stylu Chiang Mai (fuzja kuchni japońskiej, indyjskiej i tajskiej)